# Elacatinus
Elacatinus – rodzaj ryb z rodziny babkowatych.

## Klasyfikacja
Gatunki zaliczane do tego rodzaju:
| - Elacatinus atronasus - Elacatinus chancei - Elacatinus colini - Elacatinus digueti - Elacatinus evelynae - Elacatinus figaro - Elacatinus genie - Elacatinus horsti - Elacatinus illecebrosus - Elacatinus jarocho - Elacatinus lobeli - Elacatinus lori | - Elacatinus louisae - Elacatinus oceanops – babka neonowa - Elacatinus panamensis - Elacatinus phthirophagus - Elacatinus pridisi - Elacatinus prochilos - Elacatinus puncticulatus - Elacatinus randalli - Elacatinus rubrigenis - Elacatinus serranilla - Elacatinus tenox - Elacatinus xanthiprora |

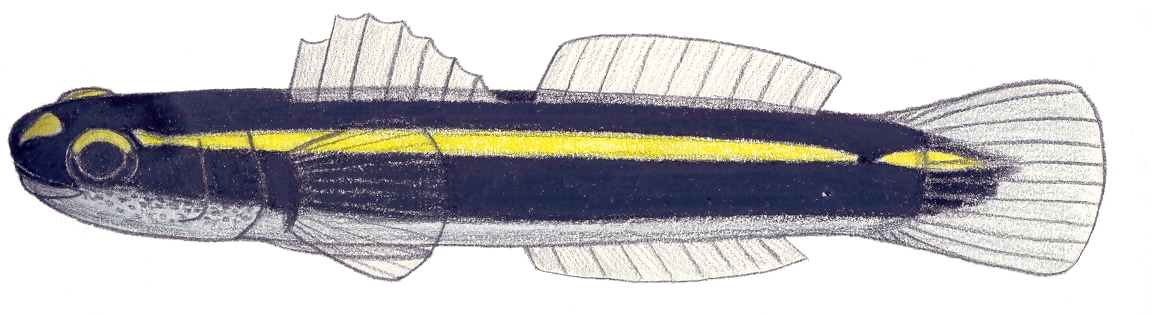
Elacatinus atronasus
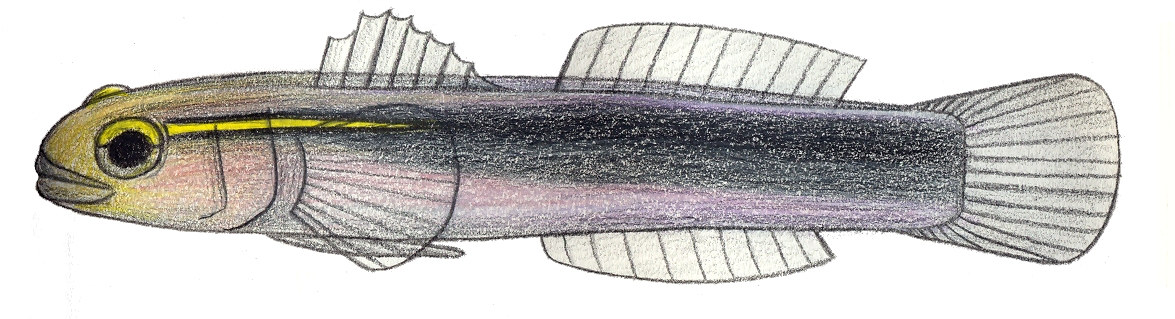
Elacatinus chancei
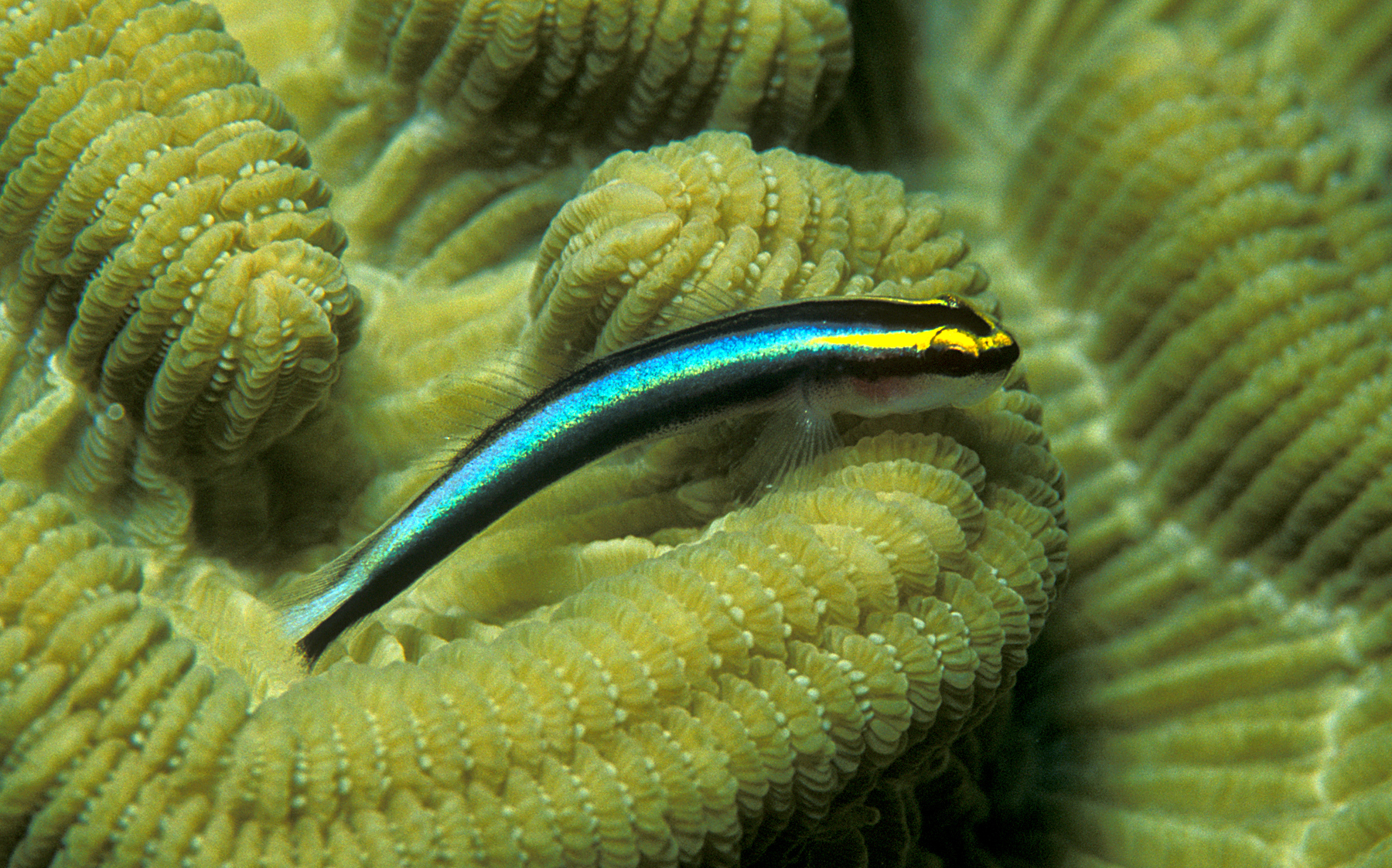
Elacatinus evelynae
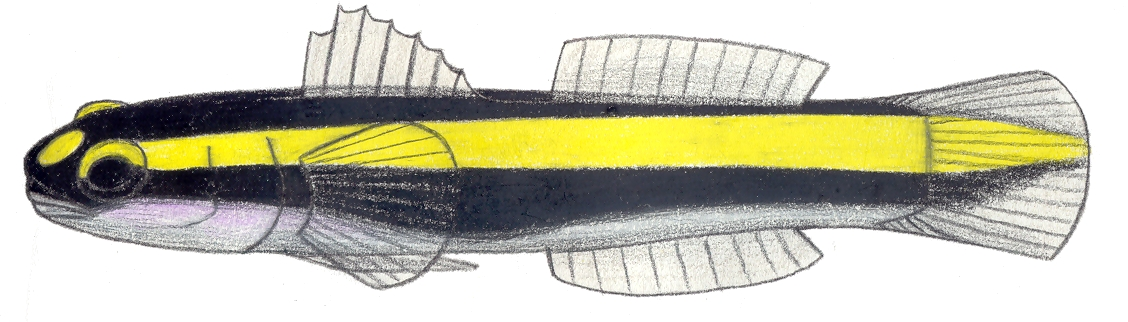
Elacatinus figaro
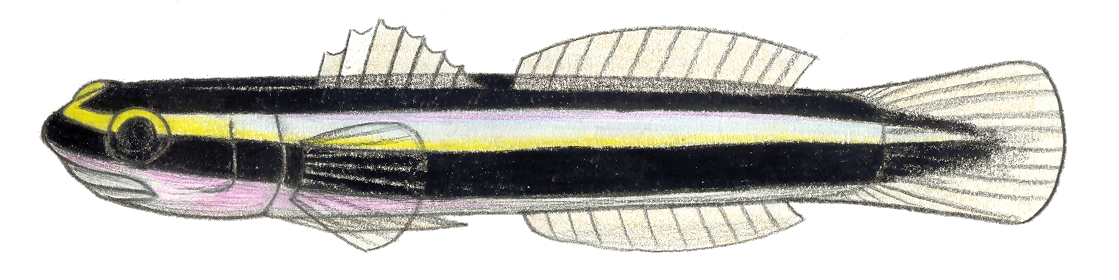
Elacatinus genie
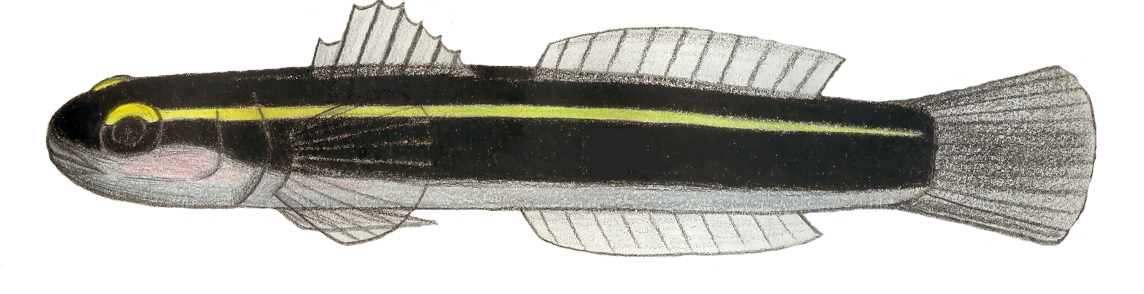
Elacatinus horsti
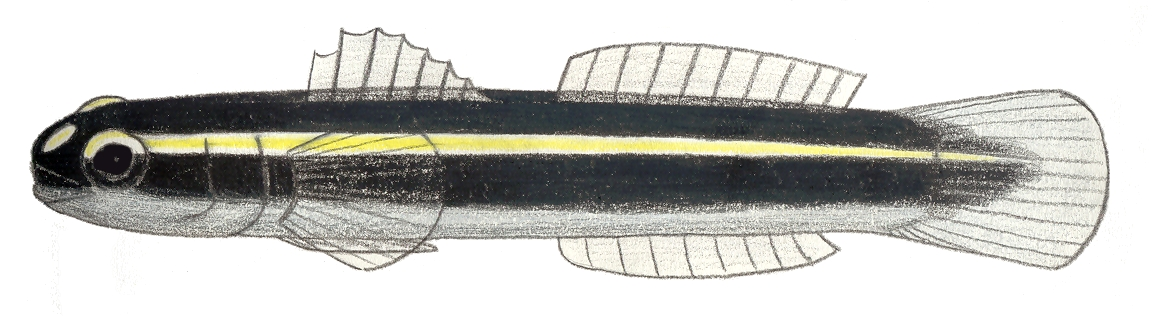
Elacatinus illecebrosus
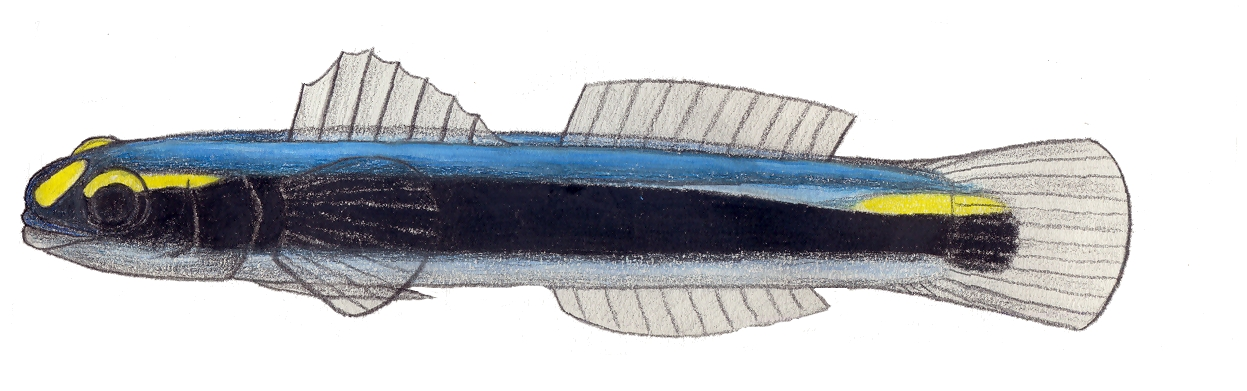
Elacatinus jarocho
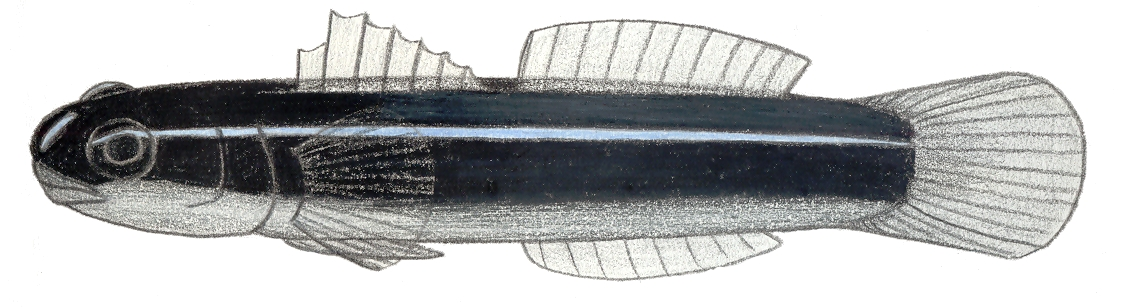
Elacatinus lori
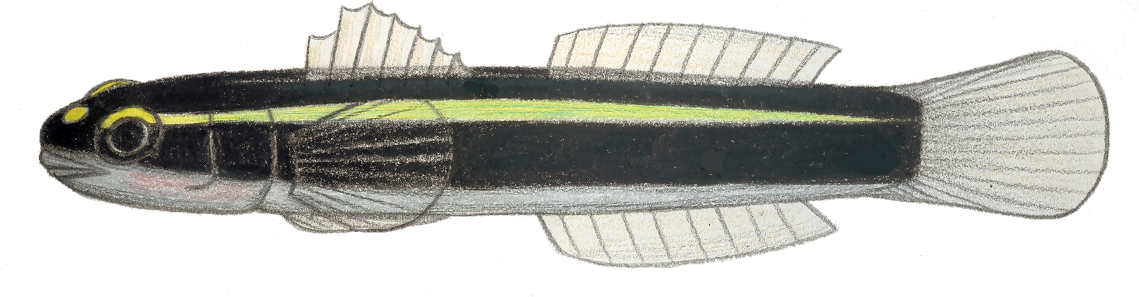
Elacatinus louisae
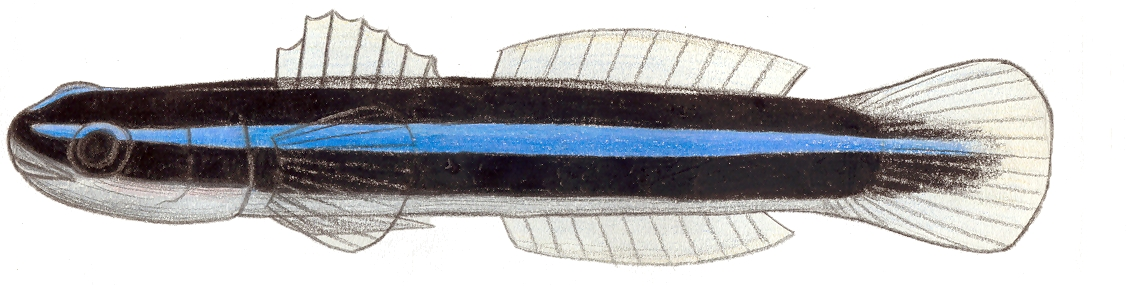
Elacatinus oceanops
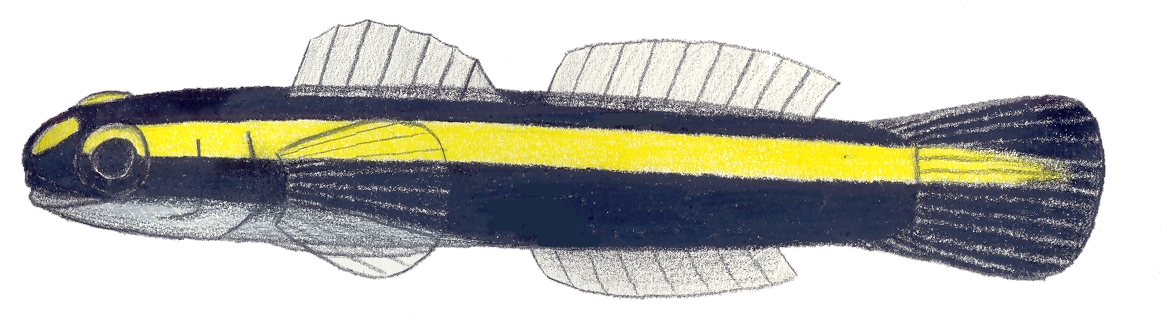
Elacatinus pridisi
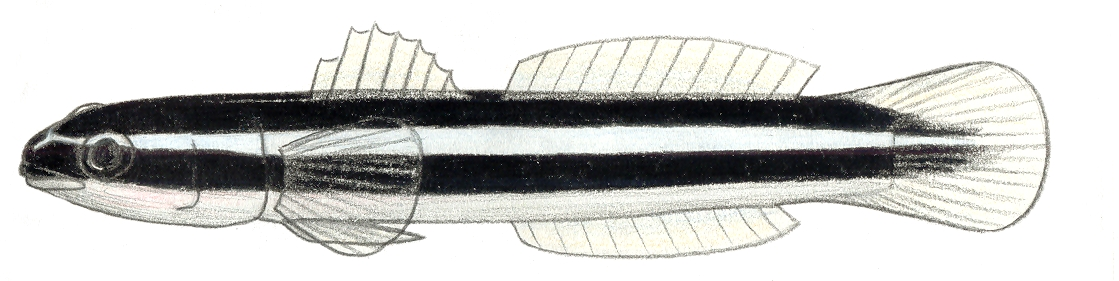
Elacatinus prochilos
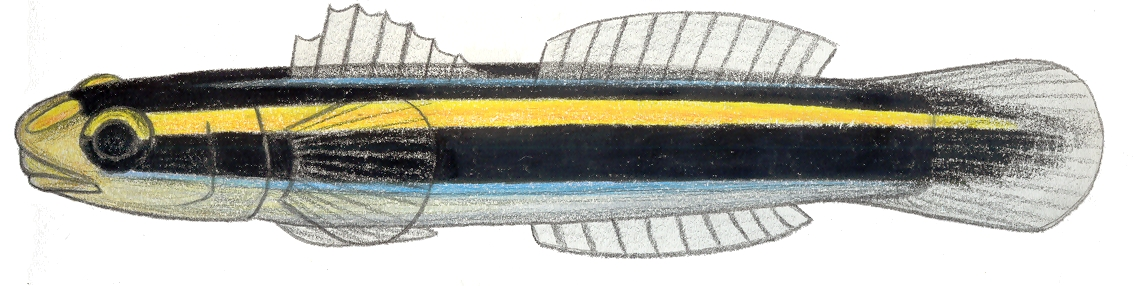
Elacatinus randalli
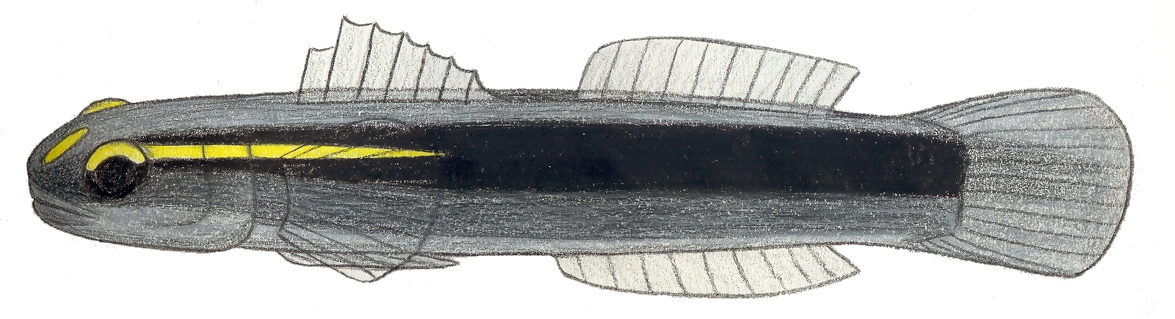
Elacatinus tenox
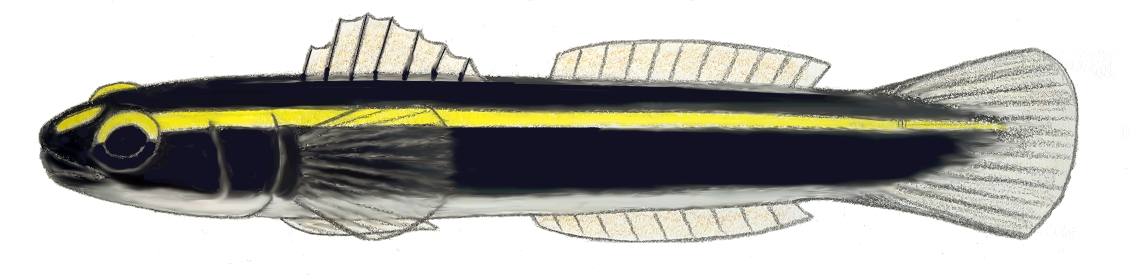
Elacatinus xanthiprora